# Буле де ла Мёрт, Анри Жорж
Анри Жорж Буле де ла Мерт, 2-й граф Буле де ла Мёрт (фр. Louis-Henri Georges Boulay de la Meurthe; 15 июля 1797 — 14 ноября 1858) — французский политик, занимавший пост вице-президента Франции с 1849 по 1852 год и единственный человек, когда-либо занимавший эту должность.

## Биография

### Ранние годы
Анри Жорж Буле родился 15 июля 1797 года в Нанси, старший сын Антуана Буле. Сопровождал своего отца в изгнании и завершил свое юридическое образование в Германии, которое он начинал в Париже.

### Июльская монархия
Адвокат в Париже в 1830 году, Анри Буле Де Ла Мерт был назначен полковником 11-го легиона Национальной гвардии. Он был избран депутатом парламента от ла-Мерта с 4 ноября 1837 года по 2 февраля 1839 года, затем от Вогезов с 9 июля 1842 года по 26 мая 1849 года. В 1846 году он предложил в поправке увеличить бюджет на образование девушек на 500 000 франков. В январе 1831 года он вошел в состав французского Центрального комитета в поддержку поляков (за поддержку Ноябрьского восстания), основанного и возглавляемого Лафайетом.

### Вице-президент Второй Республики
После революции 1848 года, в результате которой была упразднена Июльская монархия и установилась Вторая республика, он возглавил полк Республиканской гвардии, который сражался с июньским восстанием, выбив, в частности, 1500 повстанцев из парижского Пантеона. Был избран депутатом нового учредительного собрания и сторонником Луи-Наполеона Бонапарта, избранного президентом Французской Республики. В конкурентной борьбе с Вивьен и Бараге д’Илье, Буле Де Ла Мерт был избран вице-президентом Республики 20 января 1849 года 417 голосами против 277 у Вивьен и одного у Бараге д’Илье. Таким образом, он является единственным вице-президентом в истории Французской Республики, должность которого была учреждена Конституцией от 4 ноября 1848 года. После государственного переворота 2 декабря 1851 года, осуществленного президентом Бонапартом, должность вице-президента Республики была упразднена новой конституцией, которая была обнародована 14 января 1852 года.

### Сенатор и смерть
Анри Буле де ла Мерт, потеряв свой пост вице-президента, был назначен сенатором 26 января 1852 года, после учреждения Сената в соответствии с новой конституцией, и оставался на этом посту после учреждения Второй Империи до своей смерти.
Анри Жорж Буле де ла Мерт умер 24 ноября 1858 года в Париже.
По завещанию его частная библиотека, состоящая из более чем 7800 томов (книг и брошюр), относящихся к образованию и социальным вопросам его времени, в 1862 году вернулась в муниципальную библиотеку Нанси, где она хранится в специально отведенных для этой цели помещениях.